# Aldo Moro
Aldo Romeo Luigi Moro (Maglie, 23. rujna 1916. – kraj Rima, 9. svibnja 1978.), bio je talijanski političar i državnik. 
Kao član Demokršćanske stranke izabran je 1946. godine u Konstituantu (Ustavotvornoj skupštini), a od 1948. godine poslanik je u Predstavničkom domu parlamenta Republike Italije. Bio je profesor kaznenog postupka na sveučilištu u Bariju, a zatim (do smrti) na rimskom sveučilištu. Smatra se najozbiljnijim poslijeratnim talijanskim političarom. 
Bio je predsjednik parlamentarne grupe Demokršćanske stranke, ministar pravde (1955. – 1957.), ministar prosvjete (1957. – 1959.), tajnik Demokršćanske stranke (1959. – 1964.), predsjednik koalicijskih vlada lijevog centra - demokršćani, socijaldemokrati, republikanci, socijalisti - (1963. – 1968.), ministar vanjskih poslova (1969. – 1972. i 1973. – 1974.), te ponovo predsjednik vlade (1974. – 1976.). Predsjednikom Demokršćanske stranke postao je 1976. Zagovarao suradnju demokršćana sa socijalistima i komunistima.
Kao predsjednika Demokršćanske stranke 16. ožujka 1978. godine oteli su ga pripadnici "Crvenih brigada", koja mu je organizirala "suđenje" i "u ime narodnog suda" osudila ga na smrt. Ubijen je, a njegovo tijelo pronađeno je u prtljažniku automobila u Rimu. Bio je jedan od protagonista modernijih političkih saveza u Italiji, a na međunarodnom planu pristaša dobrosusjedskih odnosa s tadašnjom Jugoslavijom.

## Otmica
U rano jutro 16. ožujka 1978., prvak talijanske Demokršćanske stranke i bivši premijer Aldo Moro, iz svoje je kuće krenuo u Parlament kako bi ustrojio novu vladu, prvi put temeljenu na povijesnoj nagodbi demokršćana i sve jačih komunista. Nije daleko stigao: u vojnički preciznoj akciji, pet Morovih tjelesnih čuvara ubijeno je za manje od minute, a sam Moro je otet i odveden u nepoznatom pravcu.
Već sutradan, ostavljena je poruka Crvenih brigada, ekstremne ljevičarske skupine, u kojoj je objašnjeno kako ta teroristička organizacija preuzima odgovornost za nečuvenu otmicu. Kao dokaz da je oteti političar živ, poslana je fotografija na kojoj je bio Moro, a iza njega se jasno mogao vidjeti zastor s komunističkim obilježjima, zastavom Crvenih brigada. Italija je bila na nogama. Godine 1990. u jednom milanskom stanu, koji je bio baza Crvenih brigada u vrijeme otmice, slučajno je nađeno sklonište s više od 400 fotokopija pisama za koja je utvrđeno da su pisana Morovom rukom u vrijeme zatočeništva. Taj je nalaz promijenio pogled na cijeli događaj.
Crvene su brigade nakon otmice u više navrata slale svoje zahtjeve vladi, ucjenjujući je Morovim životom. Međutim, vladajući demokršćani uporno su odbijali pregovore. Danas se sumnja da je bila posrijedi urota, u koju su bili upleteni ne samo najviši talijanski politički dužnosnici, već čak i neke strane organizacije, poput CIA-e, kojima nikako nije odgovarala Morova politika dijaloga s komunistima. Tako su Crvene brigade, koje su u nagodbi vidjele opasnost otupljivanja oštrice radničkog pokreta, zapravo nesvijesno poslužile kao instrument svojih protivnika. Bilo kako bilo, službena je Italija zanemarivala sve ozbiljnije prijetnje terorista da će Moro, ako se ne pristupi pregovorima, biti likvidiran. Na Morove poruke iz zatočeništva, u kojima preklinje svoje kolege i prijatelje demokršćane za spas, vlada je odgovorila angažirajući psihopatologa Franca Feracuttija, koji je izjavio da Moro pati od stockholmskog sindroma prihvaćanja nazora otmičara. Treba znati da ni jedan demokršćanin nikad nije javno izrazio sumnju u ovu spornu tvrdnju. Namjera je bila očita: diskreditirati Mora u očima javnosti.

Ujutro 9. svibnja sramotna vladina politika urodila je tragičnim plodom: Aldo Moro je nađen mrtav u automobilu, u rimskoj ulici Caetani, koja je, kakve li simbolike, na pola puta između stožera demokršćana i komunista. Ubojica Prospero Galinari, terorist, izvršitelj koji je s jedanaest metaka ustrijelio Mora, kasnije je uhićen i osuđen. Nekoliko dana prije smrti Aldo Moro uputio je bivšim prijateljima koji su ga napustili sljedeću poruku: 